# Tortues Ninja
Pour les articles homonymes, voir Tortues Ninja (homonymie).
 (avril 2013).
Si vous disposez d'ouvrages ou d'articles de référence ou si vous connaissez des sites web de qualité traitant du thème abordé ici, merci de compléter l'article en donnant les références utiles à sa vérifiabilité et en les liant à la section « Notes et références ».
Les Tortues Ninja (Teenage Mutant Ninja Turtles) sont des personnages de fiction créés par Kevin Eastman et Peter Laird en 1984 dans le comics du même nom.
Les auteurs avaient originellement prévu un tome unique, conçu comme un pastiche des comic books comme Daredevil dans un style assez sanglant et plutôt destiné à un public adolescent. Devant le succès fulgurant, ils lancèrent une longue série de comic books.
Plusieurs séries télévisées d'animations furent produites par la suite (1987, 2003, 2012 et 2018). En parallèle, cinq films en prises de vues réelles et deux films d'animation sortirent au cinéma entre 1990 et 2023.
La série relate les aventures de quatre tortues et de leur maître et père adoptif, le rat Splinter, vivant dans les égouts de New York. Une exposition à un mutagène les a tous les cinq changés en créatures anthropomorphiques de taille à peu près humaine. Entraînées par Splinter à l'art du ninjutsu, les quatre tortues mutantes luttent contre diverses menaces qui pèsent sur la ville, voire sur le monde, que ce soit d'autres ninjas, des mutants, des extra-terrestres, des criminels ou parfois même des créatures surnaturelles, tout cela en essayant de dissimuler leur existence à la population.

## Synopsis
À New York, Hamato Yoshi, un maître ninja japonais, est assassiné par Oruku Saki. Splinter, le rat de compagnie de Yoshi, qui a appris le ninjutsu en observant et mimant son maître, réussit à s'échapper et se réfugie dans les égouts de la ville.
Plus tard, il fait la connaissance de quatre bébés tortues tombés accidentellement dans un liquide mutagène. Il les en retire et les recueille, s'exposant lui-même à la substance chimique. Sous l'effet du produit, les cinq animaux mutent peu à peu, jusqu'à développer un aspect anthropomorphique, ainsi qu'une intelligence et une dextérité humaines. Splinter devient alors le père adoptif des tortues, qu'il élève et entraîne aux arts martiaux afin qu'elles puissent survivre à un environnement qui ne les acceptera jamais.
Splinter possédant un livre sur l'art de la Renaissance, les tortues mutantes sont baptisées de noms d'artistes de cette époque : Michelangelo (Michel-Ange), Leonardo (Léonard de Vinci), Raphael (Raffaello Sanzio) et Donatello (Donato di Niccolò di Betto Bardi, dit « Donatello »).
Les tortues sont chacune spécialisées dans l'utilisation d'une arme précise (les ninjatōs par Leonardo, les saïs par Raphael, le bō par Donatello et les nunchakus par Michelangelo). Elles portent des bandanas qui sont tous rouges dans le comic book original, mais prennent une couleur propre à chaque tortue dans les versions plus tardives (le bleu pour Leonardo, le mauve pour Donatello, le rouge pour Raphael et l’orange pour Michelangelo). Elles raffolent de la pizza, base de leur alimentation. Leur cri de guerre est : Cowabunga ! ou Booyakasha !, selon les versions.

## Historique

### Création de la série
Le concept est né d'un dessin esquissé par Kevin Eastman lors d'une soirée de 1983 où il cherchait un concept nouveau pour une bande dessinée, en compagnie de son ami Peter Laird. Le dessin représentait une tortue humanoïde, trapue, avec un masque et tenant un nunchaku ; ils trouvèrent l'idée amusante, car complètement contradictoire, entre un reptile réputé pour sa lenteur et sa lourde carapace, et un ninja, rapide et discret. Laird proposa alors de créer une équipe de quatre tortues, chacune spécialisée dans le maniement d’une arme différente. Ils ne leur restait plus qu’à produire le fruit de leur travail. L'oncle d'Eastman leur accorde un prêt, et les deux amis vont dans un premier temps imprimer 3 000 exemplaires de leur premier numéro et le distribuer par leurs propres moyens. Surpris d'être sollicités par de plus en plus de distributeurs et de libraires, ils doivent alors le rééditer et s'attaquent à une suite.
Ils fondent mi-1983 leur propre studio, Mirage. D'abord installés à Dover dans le New Hampshire, ils déménagent par la suite à Northampton dans le Massachusetts. Ils produisent un unique numéro mettant en scène les quatre tortues, se voulant être une parodie des comic books des années 1980. La première histoire a été imaginée comme une parodie du comic book Ronin de Frank Miller, publié chez DC Comics. Mené par Shredder, ennemi juré des Tortues, le clan des Foot est un clin d’œil à la Main, un clan ninja apparaissant dans Daredevil.

### Âge d'or
Mais face au succès immédiat de cette bande dessinée, Eastman et Laird sont convaincus de continuer la production de ces comic books, qui ne s'achève qu'en 1996, après avoir connu plusieurs variantes sur papier et avoir été adaptée à la télévision et au cinéma. En effet, en 1986, l'agent Mark Freedman prit contact avec Eastman et Laird, pour leur proposer d'agrandir l'horizon de la licence. Ainsi, une série de petites figurines de plomb sont éditées chez Dark Horse. En janvier 1987, la licence est passée au petit fabricant de jouets californien Playmates Toys. Cependant, Playmates ne se lança pas les yeux fermés dans la production de figurines issues de ces comic books, encore peu connus. Elle voulut alors lancer la production d'une série TV qui s'y réfère, pour toucher un maximum de public.
Au début, l'ambitieuse idée était menée par Jarry Sachs – de la Sachs-Finley Agency, qui emmena avec lui Murakami-Wolf-Swenson, et à leur tête, le grand Fred Wolf. Les protagonistes ont alors mis en commun leurs idées avec l'entreprise Playmates. Après beaucoup de travail, on retrouve une vraie équipe à la tête de ce projet. Des slogans sont alors imaginés pour accrocher, comme les fameux « Heroes in a Half Shell », et « Turtle Power ! », faisant à eux seuls l'ouverture du générique, entre autres. Trois prototypes de jouets sont également proposés, deux tortues et Rocksteady.
C'est en décembre 1987 qu’Eastman et Laird voient leur « bébé » devenir une série TV, co-produite par Fred Wolf et IDDH en France, supervisée par Pierre Métais. La production des jouets liés à la série sortent en été 1988. On retrouve dans cette première vague les quatre tortues, April, Splinter, Shredder, Bebop, Rocksteady, et un soldat Foot. Les véhicules comprennent alors le Cheapskate (skateboard), Turtle Trooper (un parachute), Turtle Blimp (le dirigeable), et le Foot Knucklehead. Chaque véhicule était vendu avec un livret de jeu, et un catalogue de la gamme de jouet. Grâce à tout cela, la gamme de jouet va perdurer pendant presque dix années, allant pour ce premier dessin animé, de 1988 à 1997, s'éteignant en même temps que son support visuel, qui eut 10 saisons et 193 épisodes. Outre les jouets, la gamme Tortues Ninja s’étend, notamment aux États-Unis, dans divers supports, comme des vêtements, des gadgets pour enfants, comme les bonbons PEZ, des affaires scolaires, des tasses, assiettes, chaussures, portes clés...
Parallèlement, en 1990, sort le premier film sur les Tortues Ninja, à une époque où la licence connaît un réel âge d’or, étant le dessin animé le plus regardé aux États-Unis, avant de se faire concurrencer par Les Simpson. Ce film met en scène les tortues et leur maître Splinter, avec des costumes et des animatroniques sortant tout droit du Jim Henson's Creature Shop, qui avait déjà réalisé Le Muppet Show. Étant assez sombre, l'ambiance de ce film voulait se rapprocher des fans du comic book, et laissant de côté celle du dessin animé. Ce film a connu un réel succès à sa sortie, ce qui lui permit de connaître deux suites, en 1991 et 1993, cette fois-ci moins sombres, et un quatrième film, indépendant des trois premiers, sorti en 2007 sous le nom de TMNT : Les Tortues Ninja, premier long métrage de cette série cinématographique à être entièrement réalisé en images de synthèse (avant celui de 2023).

### Depuis l'arrêt ducomic
Après la fin du premier dessin animé, en 1996, Saban tente de relancer l’année suivante la licence, avec une série live, nommée Les Tortues Ninja : La Nouvelle Génération (Ninja Turtles: The Next Mutation), particulièrement connue pour avoir tenté d’introduire une cinquième tortue appelée Venus. Cette série fut extrêmement critiquée dès sa sortie, et ne dépassa pas la 2e saison, et 26 épisodes.
La licence ne donna plus de signe de vie jusqu'en 2003, lorsque sortit un nouveau dessin animé, appelé Les Tortues Ninja. Cette série se voulait plus proche du comic book original d’Eastman et Laird, tout en étant accessible pour les enfants. Cette série eut un franc succès pour ses cinq premières saisons, et eu 156 épisodes, 7 saisons, et s’acheva en février 2009. Turtles Forever est un long métrage qui sort à l’automne 2009 et est un crossover des tortues de 2003 avec celles de 1987, s’alliant pour lutter contre le Shredder le plus récent, qui veut détruire tous les univers pour y éradiquer les tortues.
Le 21 octobre 2009, Nickelodeon rachète les droits à Mirage. Tombant dans la 25e année de la création des tortues (très commémorée par les gammes de jouets), la nouvelle ne rassura pas, Nickelodeon étant réputé pour le caractère très enfantin de ses dessins animés. La création d’une nouvelle série animée, cette fois en images de synthèse, est décidée, de même qu'un nouveau film dans les années à venir.
Le 29 septembre 2012, après une campagne très discutée par les fans, la nouvelle série animée sort aux États-Unis et rencontre un franc succès. Parallèlement, Paramount, chargé du nouveau film, doit revoir son script à la suite d'une fuite sur internet et en retarder la sortie à plusieurs reprises, essuyant plusieurs vagues de critiques des fans.

## Personnages importants
Les différents univers des Tortues Ninja permettent d'inclure un très grand nombre de personnages, entre les comic books, les dessins animés et les films, notamment.

### Tortues
- Leonardo (tortue au bandeau rouge dans les comic books, qui deviendra bleu dans les adaptations, utilisant deux ninjatōs pour arme)
Leonardo, dit Leo, est le disciple de Splinter et le leader officiel du quatuor. Il prend toujours au sérieux la pratique du ninjutsu et tente d'encourager ses frères à faire de même, souvent en vain. Son caractère n'évolue que très peu à travers les différentes versions depuis 1984. Son nom vient du célèbre homme de science, inventeur et artiste italien de la Renaissance Léonard de Vinci (Leonardo di ser Piero da Vinci).
- Raphael (est le seul du groupe à avoir conservé son bandeau rouge, utilisant deux saïs pour arme)
Raphael, dit Raph, est la tête brûlée du groupe. Bien qu'il s'oppose souvent aux ordres de Leonardo, ce qui leur vaut de très nombreuses disputes, il est toujours présent pour aider ses frères. Ce fut la tortue qui connut le plus rude changement de comportement à travers la série télévisée Tortues Ninja : Les Chevaliers d'écaille, diffusée à l'origine entre 1987 et 1996 sur CBS, qui marque également la première apparition des quatre tortues mutantes sur écran. En effet, ayant un tempérament à l’origine violent, il devient, par ce dessin animé, une tortue aimant l’humour. Son nom vient du célèbre peintre et architecte italien de la Renaissance Raphaël (Raffaello Sanzio).
- Donatello (tortue au bandeau rouge dans les comic books Mirage, qui deviendra violet dans les adaptations, utilisant un bō pour arme)
Donatello, dit Donnie ou Don, préfère de loin l'utilisation de la parole à celle de son bō pour régler les conflits. Intellectuel et amateur de science, il est capable de modifier, réparer et comprendre la plupart des technologies. Dans la série télevisée d'animation produite par Nickelodeon (entre 2012 et 2017), il est fou amoureux d’April O’Neil. Son nom vient du célèbre sculpteur, peintre et architecte florentin Donatello (Donato di Niccolò di Betto Bardi).
- Michelangelo (tortue au bandeau rouge dans les comic books Mirage, qui deviendra orange dans les adaptations, utilisant deux nunchakus pour armes, et un grappin dans la série de 1987)
Michelangelo, dit Mikey ou Mike, aime bien plaisanter, les bandes dessinées, faire du skateboard, du surf et il est réputé être un grand mangeur de pizza. Sous son attitude enfantine se cache un ninja agile et redoutable. Dans le dessin animé de 2012, il donne le surnom de la plupart des personnages secondaires rencontrés au cours de l’histoire. Son nom vient du célèbre peintre et sculpteur italien Michel-Ange (Michelangelo di Lodovico Buonarroti Simoni).

### Alliés
- Splinter (= Écharde, éclat (de bois))
Splinter a deux histoires différentes. Dans le comic book original, les films et le dessin animé de 2003, c’est un rat qui vivait au Japon, aux côtés de son maître, Hamato Yoshi, et de Tang Shen, sa bien-aimée. Il imitait dans sa cage son maître Yoshi, lorsque ce dernier s’entraînait aux arts martiaux. Mais le grand rival de Yoshi, Oroku Saki, était lui aussi amoureux de Shen, qui se refusa à lui, et craignant Saki, ils décidèrent de fuir pour New York. Saki la tua, et attendit que Yoshi rentre chez lui pour le tuer également. Dans le combat, la cage de Splinter fut bousculée, et le rat griffa Shredder au visage. Pour se venger, le ninja lui coupa l’oreille droite avant de s’enfuir.
 Dans le dessin animé de 1987, Splinter et Hamato Yoshi sont la même personne, un Japonais pratiquant les arts martiaux dans le clan des Foot, aux côtés de Saki. Ce dernier, jaloux des talents de son rival, lui tendit un piège, qui lui valut l’exclusion de son clan. Déshonoré, il s’en alla pour New York et se réfugia dans les égouts de la ville. Il fait alors la connaissance de quatre bébés tortues, qu’il retrouve pataugeant dans un fluide mutagène. Touché par celui-ci, il devient un rat humanoïde, père adoptif et maître de ninjutsu des tortues. Il est très sage et tente de protéger ses fils du monde extérieur qui ne les accepterait pas. Bien qu'âgé, il n'est pas une force à négliger lors d'un combat, ce qui lui vaut souvent d'être comparé à Yoda.
- April O'Neil
Premier être humain que les tortues ont rencontré, elle s'est rapidement attachée à eux et fait tout ce qu'elle peut pour les aider. Son emploi change d'un univers à l'autre, mais elle est usuellement présentée comme étant soit reporter soit scientifique. Les tortues font sa connaissance en la sauvant de ses ennemis, qu’elle se fait à cause de sa curiosité. Elle est souvent kidnappée par Shredder et ses hommes de main, elle est mise dans un sac ou dans un filet, puis elle sera ligotée et bâillonnée.
- Casey Jones
Ancien raté dégoûté par la violence des criminels de New York, il est brutal et a pris sur lui de nettoyer les rues seulement armé d'articles de sport, une batte de baseball et un masque de hockey. Il se lie d'amitié avec Raphael au cours de l'histoire, et développe plus tard une relation amoureuse avec April.
- Usagi Miyamoto
Personnage créé par Stan Sakai et héros de son propre comic book, ce lapin samouraï rōnin parcourt le pays en shogyusha (pèlerinage guerrier), monnayant parfois ses services de garde du corps. Il vit au Japon, au début de la période d'Edo (début du XVIIe siècle).
- Leatherhead (= Tête de cuir)
Crocodile mutant présenté variablement comme un allié ou un ennemi des Tortues (cela à cause de ses crises de colère). Dans le comic book et la série de 2003, c'est aussi un brillant scientifique.
- Le Fugitoïde
Il s'agit d'un scientifique dont le cerveau a été transféré dans le corps d'un robot. Ayant conçu une machine pouvant téléporter la matière n'importe où, il est poursuivi pendant une longue période par deux factions ennemies voulant récupérer les plans de cette machine pour l'utiliser à des fins destructrices. Une fois débarrassé d'eux, le professeur devient un allié des Tortues, facilitant à plusieurs reprises leurs opérations de piratage.
- Renet
Renet est une Maîtresse du Temps apprentie du Seigneur simultaneous, dans un avenir plutôt lointain sur Terre. Elle est très maladroite, mais déterminée. Un soir, elle surprit le démoniaque Savanti Romero, Maître du Temps également, en train d’essayer de voler le Sceptre du Temps afin de dominer le monde, et le temps. Elle s’empara à son tour du sceptre avant de remonter le temps jusqu’au XXIe siècle, pour rencontrer les Tortues Guerrières, de vraies légendes pour des actes que les Tortues Ninja n’ont pas encore réalisés. Après que Savanti ait été renvoyé en 980 de notre ère, en Angleterre médiévale, les cinq compagnons vont devoir partir à sa recherche pour le vaincre une nouvelle fois, car Romero tentait de changer le cours de l’histoire. Cela réalisé, il fut envoyé encore plus loin dans le temps, et Renet rentra chez elle. Mais sur le voyage du retour les tortues furent happée au Japon de la seconde moitié du XXe siècle.
- Jack Kurtzman
Dans le dessin animé de 2012, cet homme est un journaliste qui enquête sur les Krangs, les mutants et le clan des Foot. Il est celui qui dévoile des informations aux Tortues Ninjas à propos de l'affaire des Krangs et de créatures impliquées dans celle-ci, surtout les vilains du clan des Foot. Il est un membre de la Ligue des mutants. Pendant et après l'incident avec les tricératons, on ne sait presque rien de son sort et même à la saison 4, il est juste mentionné.
- Pete le pigeon mutant
Dans la série de 2012, il est un pigeon mutant et on ne sait rien de son sort à la saison 4 par la suite car il est juste mentionné et apparaît dans un rôle muet lors de l’enterrement de Splinter.
- Dr Tyler Rockwell
Le Dr Tyler Rockwell était un scientifique, qui travaillait avec le Dr Victor Falco, avant son accident, sur les neurosciences. Dans le septième épisode de la première saison de la série animée de 2012, Malin comme un singe, Rockwell disparaît et fait la une des médias. C'est alors à ce moment que J. Kurtzman commence ses enquêtes et fait le lien avec les kraangs. Donatello et April enquêtent aussi de leur côté, et découvrent un singe mutant sur lequel les deux scientifiques faisaient des expériences. Le singe en question avait la capacité de prévoir les actes des personnes l’entourant. April comprend très vite que le singe n'est autre que le Dr Rockwell lui-même. Mais ce dernier prend la fuite, et se fait capturer par Falco, qui, grâce à une injection, s'approprie le liquide céphalique du singe mutant, lui permettant ainsi d'avoir les pouvoirs mentaux, en particulier télépathiques, de celui-ci en sa possession. Rockwell a la capacité de lire dans les pensées des personnes et même de pratiquer la télékinésie. Avec son casque d’amplification d’ondes, il peut augmenter son pouvoir.
- Shinigami
Amie de Karai dans la série d'animation de 2012.

### Ennemis
- Shredder
Ennemi juré des Tortues, Shredder (ou le Déchiqueteur en version québécoise) a souvent changé d'apparence ou même d’origine au cours des comic books et séries. Son but, lui, est resté le même : détruire les tortues. Chef du Clan des Foot, il se bat généralement avec son armure couverte de piquants plutôt que ses pouvoirs. Son vrai nom est Oruku Saki.
- Baxter Stockman
Scientifique un peu détraqué, il est l'inventeur des mange-rats (mousers en VO), petits robots dératiseurs. Il travaille parfois pour Shredder et son apparence change d'une série à l'autre. Il sera aussi transformé par accident ou par Shredder en mouche mutante dans la série de 1987 et 2012. Dans celle de 2003, c'est un cyborg qui trahit plusieurs fois le clan et qu'il quittera après la disparition de Shredder. À noter que - dans la version de 2012 -, il est humiliant envers les tortues, ce qui provoque un violente réaction de Raphael qui le met à la poubelle (?). Celui de 1987 est blanc pour éviter des préjugés raciaux.[réf. nécessaire]
- Krang
Un extraterrestre introduit dans la série animée de 1987, ancien conquérant galactique banni, et séparé de son corps, ne laissant que sa tête, rappelant un cerveau. Allié de Shredder, il n'aura de cesse dans la série d'obtenir un corps de substitution. Son personnage est inspiré des Utroms, une race extraterrestre apparaissant en 1986 dans les comic books des Tortues Ninja.
- Roi des rats
Le Roi des rats vit dans les égouts et peut exercer un pouvoir hypnotique sur les rats en jouant de la flûte. Son pouvoir atteint aussi Splinter, qui devient - sous l’envoûtement - un ennemi délicat pour les tortues.
- Bebop et Rocksteady
Deux mutants grossiers et pas très malins apparaissant dans le dessin animé de 1987, servant d'hommes de main à Shredder. Plutôt incompétents, ils sont plus souvent la cause des défaites de Shredder que de ses réussites. Ce sont de banals voyous qui se sont portés volontaires pour être « renforcés » au cours d’expériences de Saki. Bebop est un homme-phacochère, et Rocksteady un homme-rhinocéros. Ceux de la série animée de 2012 sont Ivan Steranko en Rocksteady et Anton Zeck en Bebop.
- Hun
Le bras droit de Shredder (et chef du gang de rue des Dragons pourpres) dans le dessin animé de 2003, c'est un homme gigantesque et musclé qui mise assez souvent sur la force brute pour s'imposer et se faire respecter. Hun est dévoué à Shredder et s'avère si fort que les Tortues doivent avoir recours à des attaques surprises pour le vaincre, malgré le fait qu'il s'utilise rarement d'une arme.
Dans le téléfilm d'animation Turtles Forever (2009), Hun entre en contact avec le mutagène et est transformé en tortue à son tour.
- Karai
Jeune femme ninja, membre du Clan des Foot, généralement présentée comme la seconde plus élevée en grade juste après Shredder. Présentée plus récemment comme la fille adoptive de Shredder, elle a un rôle très ambigu dans toutes les versions. Dans la série de 2012, il est révélé qu'elle est la fille biologique de Splinter.
- Bishop
Un agent scientifique sadique du gouvernement introduit dans la série de 2003, qui fait des recherches pour protéger la Terre contre d'éventuelles menaces extra-terrestres. Ses plans consistent souvent à disséquer les Tortues et faire des expériences sur elles afin d'en tirer profit pour créer des monstres. Par la suite il sera du côté des protagonistes. Dans la série animée de 2012, il est un Utrom et son Norman porte des lunettes noires. Il dévoile qu'il est du côté des protagonistes. Dissocié de l'esprit-ruche des Krangs, il parle de lui à la première personne.
- Savanti Romero
Mutant, mais aussi un Maître du Temps, qui veut s’emparer du Sceptre du Temps pour gouverner les âges de la Terre. Alors qu’il allait mettre la main sur le sceptre, c’est Renet qui le lui reprend et la poursuit depuis son époque jusqu’au XXIe siècle. Elle demande de l’aide aux Tortues Ninja pour le vaincre. Il est d’abord renvoyé en Angleterre en 980, avant d’être « définitivement » renvoyé des milliers d’années dans le passé.
- Fishface
C'est un poisson mutant. Son vrai nom est Xever Montes. Après avoir vécu dans la misère et la pauvreté dans sa jeunesse en commettant des vols afin de survivre et éviter d'être affamé, il est rejeté par ses parents et est, par la suite, devenu un enfant des rues et un vagabond. Plus tard, il est pris par la police pour cambriolage dans un hôtel luxueux et placé en détention au commissariat. Il est sauvé par Oroku Saki qui paie la caution et l’élève comme si c'était son fils adoptif. Il devient un membre à part entière des Foot ainsi que le bras droit de Shredder, avant sa mutation, qui deviendra son maître. Dans les deux premières saisons et durant une partie de la troisième de la série d'animation de 2012, son pire ennemi est Leonardo. Il se renomme Mr. X.
- Fong
Personnage qui apparaît dans la série animée de 2012. Il est membre des Dragons pourpres et il semble être le leader de ce groupe. C'est un américain d'origine chinoise travaillant souvent comme garçon commissionnaire, avec ses équipiers Sid et Tsoi, pour Shredder dans les tâches ne nécessitant pas l'implication directe du clan des Foot. Dans ses apparitions ultérieures, il continue d'être un ennemi des tortues. Les Dragons pourpres sont toujours alliés avec Shredder et l'appuient dans son plan pour détruire les tortues.
Il cause des problèmes aux tortues en volant le téléphone portable d'April O'Neill qui contient des informations.
- Tiger Claw (traduit de l'anglais par « Griffe du tigre »)
C'est un tigre mutant et un mercenaire/chasseur de primes. Il a répondu aux ordres de Saki pour la capture de Splinter. Il est englouti par le ver géant mais s'en sort bien dans l'univers de 87. Il apparaît dans la saison 2 à 5 de la série de 2012. Par la suite, nous apprendrons que son vrai nom est en réalité Takeshi et qu'il a également une sœur, Alopex, la renarde polaire mutante. Dans son village natal au Japon, alors qu’il jouait dans un parc avec sa sœur, le petit Takeshi vit un portail magique s’ouvrir. Le franchissant, ils furent tous les deux capturés par les kraangs et soumis à des expériences. Ils parvinrent à s’échapper et regagnèrent la Terre. Tous deux avaient respectivement été transformés en tigre et renard polaire. Leur apparence ne pouvait pas leur garantir une vie saine et ils se réfugièrent dans un cirque, leur permettant de devenir le clou des spectacles. Par la suite, afin de gagner de l’argent et profiter des dons de leur nouveau corps, Tiger Claw rejoignit la mafia japonaise. Sa sœur, renommée Alopex, l’avait suivie. Mais des tensions naissaient entre eux en vinrent aux mains. Au cours d’un combat, Alopex trancha la queue de son frère, qui lui avait déjà infligé de graves blessures. Il espérait qu’elle ne survive pas à ses blessures. Au fil des années, Tiger Claw était devenu un redoutable guerrier, souvent caractérisé comme le plus dangereux des assassins d’Asie. Au cours d’un combat, sa sœur jeta au sol son frère et manqua de lui trancher la gorge de ses kamas. Reprenant ses esprits, elle l’avertit de ne plus tenter de la tuer. Lorsqu’elle eut le dos tourné, il lui tira dessus. Alopex évita le coup et, en retour, lui trancha son bras droit. Plus tard, il parviendra tout de même à se faire remplacer ce bras amputé par une greffe robotique/cybernétique.
- Chris Bradford / Dogpound / Rahzar
Partenaire de Xever Montes/Fishface, Chris Bradford est un homme grand et fort, très doué en arts martiaux, et faisant beaucoup penser à Chuck Norris. Son talent de combattant le rend très célèbre dans le monde entier, et tient un dojo réputé dans la ville de New York. Malheureusement pour lui, il n'a d'autre choix que de mettre ses services à disposition du Clan des Foot. Avant sa première mutation en Dogpound, il était le second de Shredder. Il est chargé entre autres de former les ninjas Foot de son maître, et lui apporter les meilleurs soldats qui soient.
- Koga Takuza
Il est le criminel fondateur du clan des Foot dans la saison 5 de la série animée de 2012. Il sera tué par le démon Kavaxas.
- Don Vizioso
Meneur des mafieux Italo-Américains, il est associé à Shredder et à son Clan des Foot, mais par la suite il trahira le clan des foots avec les meurtres xénophobes envers les mutants et tous ceux qui sont non humains. Mais lui et ses hommes cagoulés ne feront pas le poids face à Kavaxas un démon dragon qui a des pouvoirs mortels, qui a une force surhumaine et qui tue la plupart de ses hommes cagoulés. Lui et ses hommes seront arrêtés par les autorités.
- Les frères Fulci
Des jumeaux qui sont des sbires de Don Vizioso et ils sont associés de Shredder et le clan des foots, mais par la suite, ils trahiront le clan des foots avec les meurtres xénophobes envers les mutants et tous ceux qui sont non humains par ordre de leur meneur. Mais ils ne feront pas le poids face à Kavaxas un démon dragon qui a des pouvoirs mortels, qui a une force surhumaine et qui tue la plupart des hommes de leur meneur. Ils seront battus par les protagonistes et ils seront arrêtés par les autorités avec leur meneur.
- Hammer
Un sbire de Don Vizioso qui cherche à commettre les meurtres xénophobes envers les mutants et tous ceux qui sont non humains par ordre de son meneur, il utilise un robot de pilotage comme arme, mais il sera impuissant face à Kavaxas un démon dragon qui a des pouvoirs mortels, qui a une force surhumaine et les pouvoirs mortels de Kavaxas qui lui coutera la vie.
- Kavaxas
Un démon dragon avec des pouvoirs mortels et une force surhumaine qui aide le clan des Foot à ressusciter Shredder, mais il trahira le clan avec son chaos au monde entier et il sera emporté avec Shredder dans le gouffre.
- Verminator Rex
Le meneur des blaireaux mutants dans le futur alternatif de la série animée de 2012.

Plusieurs séries de comic books ont été publiées sur les Tortues Ninja. Elles sont pour la plupart de langue anglaise. Bien que TMNT appartienne à Mirage Studio, différents comics sur les Tortues Ninja ont été publiés par plusieurs autres maisons d'édition. Le dernier en date, intitulé "Teenage Mutant Ninja Turtles", est publié chez IDW Publishing.

### Mirage Studio
Le premier tome du comic book d’Eastman et Laird paru le 5 mai 1984, lors d’une convention de comic books à Portsmouth dans le New Hampshire. Pour l’occasion, Mirage Studios n’avait édité que 3000 exemplaires du comic book, en noir et blanc, et sous un format standard. Le public s’y est très vite intéressé, et le premier volume a dû être réédité à cinq reprises. Le nom de ‘’Mirage Studios’’ vient du fait qu’Eastman et Laird n’avaient pas assez d’argent pour fonder une entreprise professionnelle à l’époque. Parallèlement, Mirage a aussi publié une série de comic books appelée Tales of the Teenage Mutant Ninja Turtles et dessinée par Ryan Brown and Jim Lawson, et approfondissant l’univers des Tortues Ninja, et très vite les deux univers ne firent plus qu’un. La première partie de cette série fut publiée entre 1987 et 1989, avec une sortie tous les deux mois, pour alterner avec les sorties d’Eastman et Laird.
- Teenage Mutant Ninja Turtles (TMNT), volume 1 (1984-1993) par Peter Laird et Kevin Eastman (majoritairement) : série originale qui a lancé la série. Contient 62 comic books.
- Teenage Mutant Ninja Turtles (TMNT), volume 2 (1993-1995), dessinée en grande partie par Jim Lawson et Jason Minor. 13 comic books.
- TMNT, volume 4 (2001-2014) par Peter Laird et Jim Lawson. La série comporte pour l'instant 32 comic books, dont le dernier est paru en mai 2014. Les trois derniers numéros sont en téléchargement gratuit sur le blog de Peter Laird[10] ,[11],[12]. Malgré la vente de la licence en 2009 et un nouveau comic book publié depuis 2011, Peter Laird peut néanmoins continuer le volume 4, à raison de 18 numéros par an dans la continuité de Mirage.
- Tales of the Teenage Mutant Ninja Turtles, volume 1 (1987–1989) par Peter Laird et Kevin Eastman ainsi que Ryan Brown et Jim Lawson. Il contient 7 comic books.
- Tales of the Teenage Mutant Ninja Turtles, volume 2 (2004–2010), dirigé par Stephen Murphy. Ce second volume fait appel à de nombreux artistes et se déroule à différentes époques selon les numéros. Il contient 70 comic books.

### Image Comics
Lorsque le deuxième volume du Mirage TMNT pris fin prématurément, Erik Larsen a exprimé son souhait de publier une bande dessinée sous Image Comics. Écrit par Gary Carlson et dessiné par Frank Fosco la bande dessinée signe le retour de la franchise en noir et blanc et va dans la continuité de Mirage tout en étant largement plus orientée vers l'action. La version de Image Comics se veut être le troisième volume des aventures des tortues.
La série a été controversée notamment pour les traumatismes que les tortues subissent : Raphael perd un œil, Léonardo une main, et Donatello se retrouve paralysé, à la suite d'une chute d'hélicoptère. Pour pouvoir à nouveau se mouvoir, il fusionne avec un cyborg, tout en partageant sa conscience avec celle d’une intelligence artificielle, prenant le contrôle des deux lorsqu’elle se sentait menacée. Dans l’un des arcs de ce troisième volume, on retrouve Raphael travaillant pour le Clan des Foot, décimé par la mafia de New York, contre qui il lutte. Il trouve le matériel de Shredder, alors défait, et porte son armure. Il rallie ce qui reste du Clan des Foot, avant de rencontrer des problèmes avec la fille de Shredder, apparaissant alors pour la première fois.
Lors de ces aventures, il arrive que les tortues rencontrent des personnages d’autres univers, notamment ceux d’Erik Larsen. Pour ne pas arranger les choses, le comic book avait du retard dans ses publications, devant sortir tous les mois, et jamais Image ne changea cela en programmation bimensuelles. Ainsi, en quatre ans, la série n’atteignit que 23 numéros. Le quatrième volume correspond à une reprise en main de Mirage, qui voulut ignorer les événements apparus dans le volume précédent.
- Teenage Mutant Ninja Turtles (TMNT), volume 3 (1996-1999) : cette série n'a duré que 23 comic books avant d'être retirée parce qu'elle ne se vendait pas assez. Très controversée, elle brisait plusieurs conventions.
- Bodycount (1996) : mini-série de 4 comic books, extrêmement violents, sur une aventure avec Raphael et Casey Jones.

### Dreamwave
- Teenage Mutant Ninja Turtles: 2003 Cartoon Adaptation Series (2003) : La série a été arrêtée après 7 publications dues aux ventes très faibles.

### Archie Comics
- TMNT Adventures series (1989-1995) : 72 comic books. Inspirée en grande partie par la série animée de 1987, c'est la première série de comic books où l'on voit les Tortues NInja avec des bandeaux de couleurs différentes (bleu, rouge, mauve, orange), alors qu'à l'origine ils étaient tous rouges. En France, un certain nombre de ces comic books sont sortis en format bande-dessinées chez les libraires, ainsi que six avec une couverture cartonnée, formant le résumé d’un arc.
- TMNT Adventures mini-series (1989-1996).
- Mighty Mutanimals (1989-1995).

### IDW / Soleil US Comics / Hi Comics
- Teenage Mutant Ninja Turtles (2011-présent). Avec le rachat de la licence Tortues Ninja par Nickelodeon en 2009, la publication des Tales of TMNT a dû s’arrêter. Cependant, une nouvelle série voit le jour trois ans plus tard, avec Kevin Eastman aux commandes, aidé par Tom Waltz et Dan Duncan. Cette nouvelle série est éditée par IDW aux États-Unis, et par Soleil US Comics en France. La production est annoncée le 11 avril 2011, pour des numéros sortant tous les mois. La formule veut trouver de nouvelles origines aux tortues. Ainsi, elles et Splinter, sous forme de rat, sont des animaux de laboratoires pour étudiants scientifiques. Les origines des tortues sont revues entièrement, ce qui permet d’exploiter leur passé d’une manière totalement nouvelle. Les fans retrouvent dans ces histoires les personnages principaux tels que Casey Jones, Shredder, Karai, Krang, Baxter Stockman, avec des liens très différents. Les clins d’œil aux univers passés sont très nombreux, et permettent aux fans d’anticiper certains faits, tout en restant dans la mire d’une histoire entièrement revue. Le premier volume sort aux États-Unis le 24 aout 2011 et en France le 25 janvier. Soleil US Comics sort pour la France des comic books, regroupant quatre numéros américains avec parution tous les quatre à cinq mois. Après l'abandon par Soleil US Comics, c'est l'éditeur Hi Comics qui reprend, après plusieurs années de désert éditorial, la publication des comics IDW en France.
- Teenage Mutant Ninja Turtles Universe (2016-2018). Il s'agit d'un spin-off à la série principale, vendu à un prix légèrement plus élevé. Différents artistes se relaient sur des histoires plus courtes mettant en avant les personnages secondaires de l'univers dans leurs propres aventures tout en restant dans la continuité de la série principale. Certains numéros mettent en avant les tortues ninja ou parfois une seule d'entre elles. Cette série secondaire, en appui de la série principale, permet d'expliquer ce que deviennent les personnages qui n'apparaissent plus dans la série principale et d'amorcer des nouvelles intrigues en préparant le retour ou l'arrivée de nouveaux personnages. Ce spin-off fut stoppé au bout de 25 numéros mais les ventes ne semblent pas en cause, IDW stoppant plusieurs de ses comics au bout de 25 numéros.
- Teenage Mutant Ninja Turtles New Adventures (2013-2015). Parallèlement au comic principal lancé deux ans plus tôt. Ce comic destiné plutôt aux enfants se situe dans le même univers que la série télévisée de 2012. Le titre original : "TMNT New Adventures" renvoie aux comic books publiés par Archie : "TMNT Adventures" qui se déroulaient dans l'univers de la série des années 1980. IDW sépare ainsi les lecteurs habituels de comic books avec un titre plus mature et les jeunes téléspectateurs de la série avec un titre plus adapté. Ce comic est arrêté au bout 24 numéros en juin 2015.
- Teenage Mutant Ninja Turtles Amazing Adventures (2015-2016). À la suite de l'annulation de TMNT New Adventures, IDW a lancé en août 2015 un nouveau comic dans l'univers du dernier dessin animé avec une nouvelle équipe créative. En septembre 2016, ce comic est mis en suspens après 14 numéros laissant ainsi planer le doute sur sa survie. Il n'a pour l'instant pas su remonter les ventes moribondes de son prédécesseur. La série est finalement stoppée après 14 numéros, un one-shot, un crossover avec Batman et une mini série de 3 numéros en guise de conclusion.
- Rise of the Teenage Mutant Ninja Turtles (2018-2019). Adaptation de la série du même nom, IDW n'a pour l'instant prévu que 6 numéros. Ciblant un public plutôt jeune, il est difficile de savoir si de nouveaux numéros seront publiés. IDW ne publiera peut-être ce comic que sous forme de mini-séries plutôt que sous forme d'une série longue.

Parallèlement, comme cela avait été le cas pour les premières parutions du comic de 1984, on peut retrouver des micro-séries, relatant les aventures d’une tortue, dans une histoire séparée de l’arc principal, mais qui a une influence directe sur celui-ci. Par extension, il est décidé d’agrandir les horizons de ces micro-séries, en en sortant une sur les alliés des tortues (April, Splinter, Fugitoïd et Casey), puis début 2013, avec les ennemis (Krang, Baxter, Old Hob, Alopex). Malheureusement, en France, ces micro-séries ne voient pas le jour. Une série centrée sur le combat entre les tortues et le Clan des Foot (The Secret History of the Foot Clan) est également lancée à la fin de l’année 2012, sous quatre volumes, puis City Fall, un arc où tous les protagonistes de l'histoire s'affrontent, et introduit la suite de l'arc principal. IDW a également l’idée de sortir dans des gros recueils de plusieurs centaines de pages, les premiers volumes des comic book des tortues, de 1984, sous le nom de TMNT, the Ultimate Collection, ainsi que ces mêmes comic books colorisés, sortant à l’unité, ou sous forme de recueil.

### Manga
Bien que le comic soit le support de base des Tortues Ninja, il existe au Japon des mangas Tortues Ninja, en 15 numéros, avec aux commandes Tsutomu Oyamada, Zuki Mora, et Yoshimi Hamada, qui adaptent simplement le dessin animé américain des années 1990. Super Turtles (スーパータートルズ Sūpā Tātoruzu) est une micro-série en trois numéros, par Hidemasa Idemitsu, Tetsurō Kawade, et Toshio Kudō, racontant la mutation des tortues en super mutants, et permettant la sortie de jouets en parallèle. Le premier épisode de l’OAV japonais suivi cet arc. Suivi aussi Mutant Turtles Gaiden (ミュータント・タートルズ外伝 Myūtanto Tātoruzu Gaiden), par Hiroshi Kanno, qui revient sur les origines des Tortues, sans rapport avec les mangas précédents.

## Séries télévisées

### Tortues Ninja: Les Chevaliers d’écailles(1987-1996)
Quand la petite entreprise californienne de Playmates Toys s’est penchée sur la production des jouets Tortues Ninja, ses membres étaient conscients du risque, et préféraient que la série se fasse connaître avant de lancer la gamme en magasins,. Le 28 décembre 1987, la série commence à l’écran, avec cinq épisodes. Treize autres suivent, avec la saison deux débutant le 1er octobre 1988. La série a été produite par la Murakami-Wolf-Swenson Film Productions, Inc. (qui devint plus tard la Fred Wolf Films). Mirage Studios n’est donc plus la seule à posséder des droits sur la licence. Le dessin animé est beaucoup moins sombre et plus drôle que le comic book original. À présent, les tortues sont quatre adolescents obsédés par les pizzas. Le changement physique majeur repose sur leurs bandeaux, à l’origine rouge pour les quatre, et à présent leur attribuant une couleur spécifique.
Les personnages principaux d’origine, comme Shredder, Splinter, April ou encore le Clan des Foot sont conservés, malgré quelques changements dans leurs caractères, et d’apparence. Par exemple, Hamato Yoshi n’est plus le maître du rat Splinter, mais Splinter lui-même, sous forme humaine (cela évite les scènes violentes et de meurtre pour le jeune public). Après son exil aux États-Unis, il se transforme lui-même en rat mutant à forme humanoïde. Les soldats Foot de Shredder sont des robots, permettant de donner un sens aux armes des tortues, qui les utilisent volontiers contre ces machines. Krang, l’un des méchants les plus charismatiques de la série, est inspiré des Utroms, race extra-terrestre du comic book. Il veut devenir le seigneur de la Dimension X, qu’il convoite tout le long de la série, menant la guerre avec ses soldats Foot, et de pierre contre les Neutrinos notamment, qui sont du côté des tortues. Baxter Stockman s’est vu changer de couleur de peau du comic book à la télévision, du noir au blanc, de peur de préjugés raciaux, encore très présents. Il devient un homme de main, de Shredder, un savant fou qui accidentellement, deviendra dans la saison trois une mouche mutante, et aura une soif de vengeance des tortues, mais aussi de Shredder, qu’il craignait étant un humain sans pouvoirs particuliers.
Les deux dernières saisons des Tortues Ninja sont très particulières, et souvent surnommées Red Sky Seasons (saison au ciel rouge) par son ambiance. Les décors et les tortues sont plus travaillés, mais leur apparence est aussi légèrement différente. Le générique est revu pour la troisième fois, mais à présent avec une nouvelle musique, et des images mélangeant la nouvelle saison et des séquences tirées du premier film, de 1990. La trame de l’histoire change également sensiblement se concentrant sur un nouvel ennemi, le Seigneur Dregg, un extra-terrestre voulant asservir la Terre. Ce changement a pour but de concurrencer la nouvelle série à succès américaine, les Power Rangers. Les Tortues s’allient avec un nouveau personnage, Zack, ayant la capacité de muter en une créature plus puissante, et les tortues elles-mêmes découvrent que leur mutation est instable, et peuvent devenir des super mutants. La série compte au total 10 saisons, et 193 épisodes. Les saisons trois et quatre sont les plus fournies, avec une quarantaine d’épisodes chacune marquant l’âge d’or de la série. Les autres saisons ont une moyenne comprise entre 8 et 20 épisodes.
Les tortues de ce dessin animé reviennent en 2009, dans Turtles Forever, un crossover entre ces tortues et celles de 2003. Elles sont présentées comme très immatures, peureuses et distraites. Les saisons Red Sky semblent être ignorées à plusieurs égards pour le scénario.
Les tortues de 1987 apparaissent dans certains épisodes de la série animée de 2012.

### OAV
Parallèlement à la série américaine, deux épisodes sous formes d’OAV sont réalisés au Japon en 1996, nommée Mutant Turtles: Choujin Densetsu-hen. Ces OAV reprenaient les codes de la série de 1987, et le doublage japonais de la série américaine. Le premier épisode a servi de support, comme le fut la série de 1987 pour les États-Unis, pour lancer la gamme de jouets. On y voit les tortues devenir des sortes de super-héros, gagnant par la force d’un cristal, des pouvoirs surnaturels pour lutter contre Shredder, Bebop et Rocksteady. En clin d’œil aux Super sentai, les tortues peuvent alors fusionner en une unique entité. Le second OAV est utilisé pour introduire des figurines dotées d’armures métalliques mystiques, rappelant Saint Seiya.

### Tortues Ninja: La Nouvelle Génération(1997-1998)
Entre 1997 et 1998, une série télévisée en prise de vues réelles est lancée, et perçue par certains comme la continuité des trois films sortis jusqu’alors. Le ton de cette série est comique, et parfois même ridicule, parodiant les pratiques ninjas notamment.
En 1996, un quatrième film devait être lancé, mais avorté alors que le script n’était qu’un brouillon. Aujourd'hui, nous savons qu’il devait y avoir une nouvelle tortue qui ferait son apparition, et que les tortues auraient des capacités de muter, comme celles des dernières saisons du dessin animé, en 1995-1996. Même si le film avait été annulé, l’idée d’une cinquième tortue est conservée, et on voit apparaître pour cette nouvelle série, Vénus de Milo, une tortue femelle shinobi.
La série est extrêmement critiquée par les fans, et aussi par les créateurs. Ceux qui y voyaient une suite aux trois premiers films, ne reconnaissaient pas les tortues à leur caractère, Shredder était de retour, malgré sa transformation et sa mort dans le deuxième film. Les Foot avaient des costumes similaires à ceux des films précédents, les égouts où vivaient les tortues rappelaient beaucoup ceux des deux films précédents, et Splinter avait l’oreille coupée, cicatrice de sa lutte contre Oroku Saki dans son passé. Au deuxième épisode, l’ennemi emblématique des tortues, Shredder, est neutralisé par Vénus, et apparaît le nouvel adversaire de la série : le Seigneur Dragon, venu d’une autre dimension. Les tortues apparaissent aussi dans deux épisodes des Power Rangers : Dans l'espace, dont Leonardo fait référence dans la saison 2. La série est annulée après deux saisons de 13 épisodes chacune.

### Deuxième série (2003-2009)
En 2003, une nouvelle série produite par 4Kids Entertainment. Cette fois, Mirage Studios prit des mesures et s'assura une partie plus importante des droits sur la série. Cela conduisit à un dessin animé plus proche du comic book, donc plus sérieux, sombre et légèrement plus violent, mais toujours assez détendu pour être visible des enfants. La première partie de la série est presque complètement basée sur les comic books et les personnages sont plus élaborés que dans la première série.
- Saison 1 à 4 (2003-2006) : 104 épisodes. L'histoire se rapproche plus des comic book originaux.
- Saison 5 Ninja Tribunal (2006-2007) : 13 épisodes. Parmi les fans, cette saison porte le nom de lost season parce qu'elle a été diffusée après la saison 6. Les fans considèrent cela comme la dernière saison, car c’était la dernière saison à utiliser les conceptions de personnage, l’animation, le format et la conclusion du scénario principal de la série.
- Saison 6 Fast Forward (2006-2007) : 26 épisodes. Cette saison envoie les tortues et Splinter cent ans dans le futur. Cette partie était initialement prévue pour durer plus d'une saison, mais les fans l'ont très mal reçue, principalement parce qu'elle reprenait un ton plus léger et moins sombre que les saisons précédentes.
- Saison 7 Back to the Sewer (2008-2009) : dernière saison, dont les graphismes ont été modifiés pour être plus semblables à ceux du film d'animation sorti en 2007. Relatant le retour des tortues à leur époque, elle ajoute des combats virtuels rappelant en partie Tron ou Code Lyoko.

Cette série prend fin à l’automne 2009, avec le téléfilm d'animation Turtles Forever, qui était produite pour les 25 ans de la licence, réunissant les Tortues de ce dessin animé, et celles de 1987.

### Troisième série (2012-2017)
Nickelodeon obtient les droits des Tortues Ninja en 2009, et annonce aussitôt la sortie prochaine d’une nouvelle série, cette fois-ci en images de synthèse, et de 26 épisodes pour la première saison. Quelques changements ont lieu, notamment pour Donatello, qui possède à présent un bō avec une lame, comme un naginata, et Michelangelo des nunchakus qui se transforment en kusarigama. Outre ce changement qui a partagé les fans, les tortues possèdent trois doigts de pieds à présent, et ne crient plus « Cowabunga », mais « Booyakasha ». À présent, April n’est plus une scientifique, ni une journaliste, mais une adolescente de 15 ans douée en informatique.
Mais finalement, la série est très bien reçue, et Nickelodeon lance parallèlement une gamme de jouet importante, à l'image de celle des années 1990. Dès le lendemain de la sortie de la première saison, une seconde est prévue, et en mars 2013, une troisième saison est commandée.
De plus, les Tortues de la première série télévisée apparaissent dans certains épisodes de cette série, bien qu'elles aient un rôle mineur.

### Le Destin des Tortues Ninja(2018-2020)
Diffusée entre 2018 et 2020 sur Nickelodeon, Le Destin des Tortues Ninja (Rise of the Teenage Mutant Ninja Turtles) marque un retour à l'animation 2D. La série suit la fratrie dans de nouvelles aventures, où ils découvrent des armes mystiques leur conférant des pouvoirs de ninjas inédits. La direction artistique, qui prend des libertés avec l'univers établi, a pu déstabiliser certains fans.
Un film, qui fait suite à cette série, est sorti sur Netflix en 2022.

## Films
L'univers des Tortues Ninja a déjà été porté à l'écran à travers dix films (dont un crossover avec Batman). Les trois premiers, produits au début des années 1990 par New Line Cinema, mettaient en scène des acteurs vêtus de costumes animatroniques pour incarner les Tortues et Splinter. Le premier film s'est vu distribué par Golden Harvest, et les deux suivants par la 20th Century Fox.Turtles Forever est un long métrage d’animation paru uniquement à la télévision en 2009, réunissant les Tortues des dessins animés de 1987 et 2003.
- 1990 : Les Tortues Ninja (Teenage Mutant Ninja Turtles) de Steve Barron
- 1991 : Les Tortues Ninja 2 : Les héros sont de retour (Teenage Mutant Ninja Turtles II: The Secret of the Ooze) de Michael Pressman
- 1993 : Les Tortues Ninja 3 (Teenage Mutant Ninja Turtles III) de Stuart Gillard
- 2007 : TMNT : Les Tortues Ninja (TMNT) film d'animation de Kevin Munroe, premier long métrage de la série cinématographique à être entièrement réalisé en images de synthèse, qui se réfère plus aux comics qu'au dessin animé
- 2009 : Turtles Forever de Roy Burdine et Lloyd Goldfine, long-métrage d'animation diffusé le 21 novembre sur 4Kids, où les Tortues de 1987 rencontrent celles de 2003. Cette idée a été organisée pour fêter les 25 ans de la série.
- 2014 : Ninja Turtles de Jonathan Liebesman
- 2016 : Ninja Turtles 2 de Dave Green
- 2019 : Batman et les Tortues Ninja de Jake Castorena
- 2022 : Le Destin des Tortues Ninja, le film (Rise of the Teenage Mutant Ninja Turtles: The Movie) d'Ant Ward et Andy Suriano
- 2023 : Ninja Turtles: Teenage Years (Teenage Mutant Ninja Turtles: Mutant Mayhem) de Jeff Rowe et Kyler Spears

## Produits dérivés

### Jeu de rôle
Le premier produit dérivé de la licence TMNT était le jeu de rôle sur table Teenage Mutant Ninja Turtles and Other Strangeness, sorti par Palladium Books en 1985, reprenant les illustrations du comic book original d’Eastman et Laird. On retrouve dans ce jeu une grande liste d’animaux mutants. En 1986, pour compléter le jeu, la société Dark Horse lance une petite gamme de figurines en plomb à peindre.

### Jouets
Durant la diffusion de la première série d'animation, entre 1987 et 1996, plusieurs centaines de figurines de la marque Tortues Ninja sont sorties, avec leurs véhicules et d’autres accessoires autour de l’univers. À savoir que ces figurines n’apparaissent pas toutes dans le dessin animé, certaines peuvent être vues dans les archies comics, comme Ray Filet ou Shoat, ou des créations originales, comme Walkabout. Chaque année, la gamme s’étoffe avec différentes séries, comme les personnages de bases, incluant une très grande variété d’alliés et d’ennemis des tortues (notamment entre 1989 et 1991), mais aussi de séries dérivées, avec des fonctionnalités particulières, comme les Weacky Action Turtles, des figurines avec des mécanismes qui les font marcher, ou les Storage Shell Turtles, des tortues avec une carapace ouvrante, pour y cacher des accessoires. Dans les années 1994, Playmates, ayant la licence de Star Trek, produit des tortues à l’apparence des personnages de la série. Jamais auparavant, dans l’histoire des figurines, il n’y avait eu un tel engouement pour des jouets, étant dû à une équipe de développeurs à la pointe, et permet ainsi à Playmates de gagner des milliards de dollars dans la licence. Durant la période de Noël, l’Army & Navy Stores dédiait entièrement le magasin aux Tortues, que ce soit en jouets, mais aussi en déguisements, jeux vidéo et autres goodies. Playmates continue de produire des figurines jusqu’à aujourd'hui, sur les différentes gammes depuis le début de la licence, mais jamais l’impact a été aussi fort qu’au début des années 1990. Avec cette importance aux États-Unis, Playmates relance quelquefois les premières figurines, sorties entre 1988 et 1989, en 1994, 1998, 2000, et pour les vingt-cinq ans des Tortues, en 2009. Pour l’occasion, NECA, autre entreprise se chargeant des licences de films et de séries, acheta les droits pour produire une gamme basée sur les premiers comic books, incluant les tortues, April, et trois Mousers, et connu un très grand succès. Cette action a eu une grande reconnaissance auprès des fans, par la très bonne qualité des figurines, au point que Playmates voulu elle aussi lancer une gamme basée sur les personnages du premier comic book, et préféra avorter le projet peu avant 2010. En 2012, avec le rachat de la licence quelques années auparavant par Nickelodeon, Playmates sort deux séries de figurines, l’une base sur la licence de la troisième série, et l’une sur la première, avec des figurines de 20 cm de haut, et un très grand nombre d’articulations.
- Âge de fer (1985-1986)Gamme de figurines en plomb éditées par Dark Horse pour le jeu de rôle et les collectionneurs.
Âge d’or (1988-1995)Gamme de figurines inspirées de la première série télévisée, et des films de la période. Cette époque est la meilleure pour Playmates, jamais elle n’en connaîtra une aussi fructueuse. Cependant, à partir de 1994, un fort manque d’inspiration se fait ressentir de la part de la gamme, reprenant d’anciennes figurines, modifiant leur peinture et les accessoires.
Âge de « bois » (1996-1998)La gamme s’essouffle en même temps que la première série télévisée et s’arrête en 1997. La même année, Playmates tente de relancer sa licence avec la série live de 1997, mais il s'avère que celle-ci ne rencontra pas le succès espéré.
Âge de bronze (2003-2012)Cette période se caractérise par la sortie de deux gammes de jouets, la première issue de la deuxième série télévisée et celle du film de 2007. La première gamme connaît un bon succès aux États-Unis, et arrive à se maintenir jusqu'en 2009, et celle du film tente d’introduire une prochaine série, en vain.
Renaissance ? (2012- Aujourd'hui)Nickelodeon tente de faire renaître les tortues sur tous les supports, sur une même période. À commencer par sa troisième série, avec des figurines de qualité pour certaines, et des idées nouvelles. Il est trop tôt pour avoir une idée du succès que la gamme rencontre mais avec l’appui des comic books, du jeu vidéo et du film de 2014, nul doute que les fans peuvent espérer voir la renaissance de la licence qui les avait fait rêver dans les années 1990. Dès le mois de juin, les chiffres sont cependant parlants. Aux États-Unis, les figurines sont dans le top 3 des ventes, et en Angleterre et Australie, elles sont tout simplement les meilleures ventes. Le Canada a, quant à lui, écoulé pas moins de 180 000 figurines en quatre mois[17].

### Jeux vidéo
Ils apparaissent également en tant que personnages jouables dans Fortnite.

### Alimentation
Dans la culture culinaire anglo-saxonne, les Tortues Ninja ont donné leur nom à un milk-shake à base de kiwi, de banane et de lait de noix de coco. Le kiwi coupé en deux avec lequel ce milk-shake est en général servi rappelle fortement la forme et la couleur de leur carapace, d’où cette appellation originale de « Ninja Shake ».

## Divers
- En zoologie, le nom Ninjemys a été donné par le paléontologue américain Eugene S. Gaffney à une espèce de tortues cryptodires fossiles du genre Meiolania, ayant vécu en Australie[19].